# Makkabi Brünn
Makkabi Brünn was een joodse sportclub uit de Tsjechoslowaakse stad Brno (Duits Brünn). De club bestond van 1919 tot 1939 toen de club werd ontboden door de nationaalsocialisten. In 1945 werd de club heropgericht en in 1950 werd zij opnieuw ontbonden, ditmaal door de communisten.

## Geschiedenis

### Beginjaren
In het begin van de 20ste eeuw werden er in vele Europese steden joodse sportclubs opgericht. Enkele van de bekendste zijn VAC Boedapest en Hakoah Wien. De club werd opgericht in navolging van de gedachtegang van Max Nordau. In 1919 werd dan in Brno, dat in die tijd ook wel Brünn genoemd werd, Makkabi opgericht.
Makkabi was een sportclub die het meest succesvol was in het voetbal. De club hield zich niet enkel op met plaatselijke joden, maar verzocht ook joodse spelers uit Wenen en Boedapest om voor de club te komen spelen. In 1921 kwam de Hongaarse international Alexander Neufeld naar de club. Datzelfde jaar bleef de club ongeslagen in alle vriendschappelijke wedstrijden die gespeeld werden. De club speelde gelijk tegen het oppermachtige AC Sparta Praag.
In 1922 werd de sportinfrastructuur uitgebouwd. Er kwamen nieuwe tribunes, cabines, tennisvelden en een atletiekbaan. Door deze investeringen kwam de club echter in financiële problemen en moest zij de duurdere buitenlandse spelers laten varen. Plaatselijke textielbaronnen sponsorden de club die nu uit de problemen geraakte.

### Bloeiperiode
Een aanwinst voor de club was de Hongaar Gyula Feldmann, die speler-trainer werd. Er werden nog enkele Hongaarse internationals aangeworven. Het team werd geboycot door de Hongaarse bond omdat vele spelers naar de club kwamen zonder dat ze toestemming hadden hiervoor van hun vorige club. Makkabi ging op tournee door Europa en speelde tegen topclubs. Real Madrid werd met 3-1 verslagen, maar FC Barcelona was te sterk voor de club.
In 1923 kreeg de club er nog enkele internationals bij en speelde in november een wedstrijd in Wenen en versloeg Rapid Wien met 4-1. De club won ook tegen Sparta Praag en Juventus Turijn. De club werd beschouwd als een Europese topclub, maar werd ofwel als een Hongaarse club gezien of werd scheef bekeken omwille van de transferpolitiek.

### Ondergang
Makkabi was nu een topclub en had het oorspronkelijk politieke doel van de vereniging achter zich gelagen. Er werden zelfs niet-joodse spelers opgesteld waarop de Tsjechoslowaakse voetbalbond de joodse voetbalbond aanmaande om orde op zaken te stellen. Nadat er met uitsluiting gedreigd werd moest de club de niet-joodse spelers laten gaan, waarop ook andere spelers de club verlieten en het team verzwakte. Ook trainer Feldmann verliet de club. In de zomer van 1924 kreeg de club een spelverbod waardoor een geplande tournee naar Scandinavië niet doorging. Makkabi besloot nu om het profvoetbal achter zich te laten en een amateurvereniging te worden.
Een hele rits van spelers diende zich nu aan om voor het nieuw opgerichte Blue Star Brünn te spelen, dat bij de Hongaarse bond aangesloten was. De Tsjechoslowaakse bond begon in 1925 met een profcompetitie. Blue Star meldde zich aan, maar werd afgewezen.
De slechte toekomstperspectieven zorgden ervoor dat opnieuw vele spelers de club verlieten. Velen gingen terug naar Hongarije waar ze het moeilijk kregen om aan de bak te komen. Omdat er opnieuw spelverbod werd opgelegd en tournees afgelast werden moest de club gedwongen fuseren met het Duits-Boheemse Brünner SK. De financiële problemen waren achter niet voorbij en in juli 1925 konden de spelers niet meer betaald worden en werd de club ontbonden.
De club bleef als Makkabi Brünn bestaan en speelde uitsluitend amateurvoetbal tot 1939 toen de club door de Duitsers ontbonden werd. Na het einde van de Tweede Wereldoorlog werd de club heropgericht, maar in 1950 werd de club opnieuw ontbonden door de communisten.
Na de Fluwelen Revolutie werd in 1990 een nieuwe sportclub, Maccabi, opgericht. Deze club heeft echter geen voetbalafdeling.

## Voormalige spelers
allen speelden voor het Hongaarse nationale elftal.
| - József Eisenhoffer (1924) - Gyula Feldmann (1922-1924) - Lajos Fischer (1923-1924) - Árpád Hajós (1923-1925) | - Ferenc Hirzer (1923-1924) - János Hungler (1924) - Alexander Neufeld (1921) - Resző Nikolsburger (1922-1925) | - Gábor Obitz (1923-1924) - Zoltán Opata (1924) - Antal Pruha (1924-1925) - Izidor (Mór) Rázsó (1923-1925) | - Oszkár Schwartz (1923-1925) - Ernő Schwarz (1922-1923) - Antal Siklóssy (1924-1925) - Árpád Weisz (1923-1925) |